# Hyloscirtus caucanus
Hyloscirtus caucanus là một loài ếch trong họ Nhái bén. Chúng là loài đặc hữu của Colombia.
Môi trường sống tự nhiên của nó là các khu rừng vùng núi ẩm nhiệt đới hoặc cận nhiệt đới và sông. Loài này đang bị đe dọa do mất môi trường sống.